# Clepsiphron calycopis
Clepsiphron calycopis är en fjärilsart som beskrevs av Turner 1923. Clepsiphron calycopis ingår i släktet Clepsiphron och familjen mätare. Inga underarter finns listade i Catalogue of Life.